# Tatra 107
Tatra 107 — легковой автомобиль производства чехословацкой компании Tatra, производился в 1946—1947 годах после модели Tatra 97. Заложил основу 600-й серии автомобилей Tatra.

## Краткая история
Автомобиль представлен в 1946 году. Кузов был длиннее на 280 мм по сравнению с предшественником, было также новое шасси с независимой подвеской (две передние поперечные рессоры, задняя ось качания торсионной подвески). Кузов частично приварен к раме. Новый двигатель имел нижний распределительный вал, также представлены барабанные тормоза с гидравлическим приводом.